# 関直人
関 直人（せき なおと、1980年2月5日 - ）は、日本の俳優、声優。新潟県出身。(株)NLT所属。

## 出演作品

### テレビドラマ
- 仮面ライダーシリーズ（テレビ朝日）
  - 仮面ライダー鎧武/ガイム 第13話（2014年1月12日） - 娘が襲われた男 役
  - 仮面ライダードライブ 第18・19話（2015年2月15日、22日） - 記者 役
- 相棒15 第11話（2017年1月11日、テレビ朝日） - 「DIYランド」店員 役

### テレビアニメ
- プレイボール、プレイボール2nd（加藤正男、江原、加藤、二塁審）

### ゲーム
- ルパン三世 ルパンには死を、銭形には恋を（2007年）

### 吹き替え
- 甘い人生
- アルマゲドン2008
- アルマゲドン2011
- アレキサンダー
- ER緊急救命室
  - シーズンX #19,20（ロジャー〈ルイス・チャベス〉）
  - シーズンXIV #11（教諭補佐〈ヴィルケ・イッツェン〉）
- WITHOUT A TRACE/FBI 失踪者を追え!（トレント）
- NCIS 〜ネイビー犯罪捜査班（ティモシー・マクギー）
- エル・コルテス
- コックリさん
- ザ・ホワイトハウス
- SHERLOCK（シャーロック）
- 素敵な人生のはじめ方（受付係）
- チャームド 〜魔女3姉妹〜
- ネズミの恩がえし（チェンバレン〈執事〉）
- マノン
- マルチュク青春通り
- 名探偵モンク
- 黙示録2009 隕石群襲来

### CM
- 中央労働災害防止協会

### 舞台
- 法王庁の避妊法